# Grand Prix Ázerbájdžánu 2023
Grand Prix Ázerbájdžánu 2023 (oficiálně Formula 1 Azerbaijan Grand Prix 2023) se jela na okruhu Baku City Circuit v Ázerbájdžánu dne 30. dubna 2023. Závod byl čtvrtým v pořadí v sezóně 2023 šampionátu Formule 1.

## Změny v závodním víkendu
Závod byl prvním podnikem v sezóně s upraveným formátem závodního víkendu. Místo dvou pátečních tréninků byl trénink pouze jeden, po kterém následovala kvalifikace, která určila pořadí na startovním roštu v hlavním nedělním závodě. V sobotu byl na programu nejprve sprintový rozstřel, který určil pořadí pro sprint. Rozstřel měl podobný formát jako tradiční kvalifikace, byl ale kratší – první část trvala 12 minut, druhá 10 a třetí 8 minut. Jezdci měli navíc povinnost v první a druhé části rozstřelu nasadit střední směs pneumatik a v poslední části měkkou sadu.

## Kvalifikace
Kvalifikace se uskutečnila 28. dubna 2023 v 17:00 místního času (UTC+4).
| Poř.                        | Č. | Jezdec           | Konstruktér                  | Časy v kvalifikaci | Časy v kvalifikaci | Časy v kvalifikaci | Pořadí na startu |
| Poř.                        | Č. | Jezdec           | Konstruktér                  | Q1                 | Q2                 | Q3                 | Pořadí na startu |
| --------------------------- | -- | ---------------- | ---------------------------- | ------------------ | ------------------ | ------------------ | ---------------- |
| 1                           | 16 | Charles Leclerc  | Ferrari                      | 1:41.269           | 1:41.037           | 1:40.203           | 1                |
| 2                           | 1  | Max Verstappen   | Red Bull Racing-Honda RBPT   | 1:41.398           | 1:40.822           | 1:40.391           | 2                |
| 3                           | 11 | Sergio Pérez     | Red Bull Racing-Honda RBPT   | 1:41.756           | 1:41.131           | 1:40.495           | 3                |
| 4                           | 55 | Carlos Sainz Jr. | Ferrari                      | 1:42.197           | 1:41.369           | 1:41.016           | 4                |
| 5                           | 44 | Lewis Hamilton   | Mercedes                     | 1:42.113           | 1:41.650           | 1:41.177           | 5                |
| 6                           | 14 | Fernando Alonso  | Aston Martin Aramco-Mercedes | 1:41.720           | 1:41.370           | 1:41.253           | 6                |
| 7                           | 4  | Lando Norris     | McLaren-Mercedes             | 1:42.154           | 1:41.485           | 1:41.281           | 7                |
| 8                           | 22 | Júki Cunoda      | AlphaTauri-Honda RBPT        | 1:42.234           | 1:41.569           | 1:41.581           | 8                |
| 9                           | 18 | Lance Stroll     | Aston Martin Aramco-Mercedes | 1:42.524           | 1:41.576           | 1:41.611           | 9                |
| 10                          | 81 | Oscar Piastri    | McLaren-Mercedes             | 1:42.455           | 1:41.636           | 1:41.611           | 10               |
| 11                          | 63 | George Russell   | Mercedes                     | 1:42.073           | 1:41.654           |                    | 11               |
| 12                          | 31 | Esteban Ocon     | Alpine-Renault               | 1:42.622           | 1:41.798           |                    | PL               |
| 13                          | 23 | Alexander Albon  | Williams-Mercedes            | 1:42.171           | 1:41.818           |                    | 12               |
| 14                          | 77 | Valtteri Bottas  | Alfa Romeo-Ferrari           | 1:42.582           | 1:42.259           |                    | 13               |
| 15                          | 2  | Logan Sargeant   | Williams-Mercedes            | 1:42.242           | 1:42.395           |                    | 14               |
| 16                          | 24 | Čou Kuan-jü      | Alfa Romeo-Ferrari           | 1:42.642           |                    |                    | 15               |
| 17                          | 27 | Nico Hülkenberg  | Haas-Ferrari                 | 1:42.755           |                    |                    | PL               |
| 18                          | 20 | Kevin Magnussen  | Haas-Ferrari                 | 1:43.417           |                    |                    | 16               |
| 19                          | 10 | Pierre Gasly     | Alpine-Renault               | 1:44.853           |                    |                    | 17               |
| —                           | 21 | Nyck de Vries    | AlphaTauri-Honda RBPT        | 1:55.282           |                    |                    | 18               |
| 107 % času vítěze: 1:48.357 |    |                  |                              |                    |                    |                    |                  |
| Zdroj:                      |    |                  |                              |                    |                    |                    |                  |

Poznámky
1. ↑  Lance Stroll a Oscar Piastri měli stejný čas, Stroll ale dokončil toto kolo jako první.
2. ↑  Lance Stroll a Oscar Piastri měli stejný čas, Stroll ale dokončil toto kolo jako první.
3. ↑  Esteban Ocon se kvalifikoval na 12. místě, do závodu ale odstartuje z boxů kvůli výměně zavěšení.
4. ↑  Nico Hülkenberg odstartuje z boxové uličky kvůli úpravě nastavení zavěšení.
5. ↑  Nyck de Vries nestanovil v kvalifikaci žádný čas, do závodu odstratuje díky udělení výjimky od ředitelství závodu.

## Sprintový rozstřel
Sprintový rozstřel se uskutečnil 29. dubna 2023 ve 12:30 místního času (UTC+4).
| Poř.                        | Č. | Jezdec           | Konstruktér                  | Časy v kvalifikaci | Časy v kvalifikaci | Časy v kvalifikaci | Pořadí na startu |
| Poř.                        | Č. | Jezdec           | Konstruktér                  | SQ1                | SQ2                | SQ3                | Pořadí na startu |
| --------------------------- | -- | ---------------- | ---------------------------- | ------------------ | ------------------ | ------------------ | ---------------- |
| 1                           | 16 | Charles Leclerc  | Ferrari                      | 1:42.820           | 1:42.500           | 1:41.697           | 1                |
| 2                           | 11 | Sergio Pérez     | Red Bull Racing-Honda RBPT   | 1:43.858           | 1:42.925           | 1:41.844           | 2                |
| 3                           | 1  | Max Verstappen   | Red Bull Racing-Honda RBPT   | 1:43.288           | 1:42.417           | 1:41.987           | 3                |
| 4                           | 63 | George Russell   | Mercedes                     | 1:43.763           | 1:43.112           | 1:42.252           | 4                |
| 5                           | 55 | Carlos Sainz Jr. | Ferrari                      | 1:43.622           | 1:42.909           | 1:42.287           | 5                |
| 6                           | 44 | Lewis Hamilton   | Mercedes                     | 1:43.561           | 1:43.061           | 1:42.502           | 6                |
| 7                           | 23 | Alexander Albon  | Williams-Mercedes            | 1:43.987           | 1:43.376           | 1:42.846           | 7                |
| 8                           | 14 | Fernando Alonso  | Aston Martin Aramco-Mercedes | 1:43.789           | 1:42.976           | 1:43.010           | 8                |
| 9                           | 18 | Lance Stroll     | Aston Martin Aramco-Mercedes | 1:43.879           | 1:43.375           | 1:43.064           | 9                |
| 10                          | 4  | Lando Norris     | McLaren-Mercedes             | 1:43.938           | 1:43.395           | Bez času           | 10               |
| 11                          | 81 | Oscar Piastri    | McLaren-Mercedes             | 1:44.179           | 1:43.427           |                    | 11               |
| 12                          | 27 | Nico Hülkenberg  | Haas-Ferrari                 | 1:44.843           | 1:43.806           |                    | 12               |
| 13                          | 31 | Esteban Ocon     | Alpine-Renault               | 1:44.433           | 1:44.088           |                    | PL               |
| 14                          | 20 | Kevin Magnussen  | Haas-Ferrari                 | 1:44.101           | 1:44.332           |                    | 13               |
| 15                          | 2  | Logan Sargeant   | Williams-Mercedes            | 1:44.042           | Bez času           |                    | —                |
| 16                          | 24 | Čou Kuan-jü      | Alfa Romeo-Ferrari           | 1:45.177           |                    |                    | 14               |
| 17                          | 77 | Valtteri Bottas  | Alfa Romeo-Ferrari           | 1:45.352           |                    |                    | 15               |
| 18                          | 22 | Júki Cunoda      | AlphaTauri-Honda RBPT        | 1:45.436           |                    |                    | 16               |
| 19                          | 10 | Pierre Gasly     | Alpine-Renault               | 1:46.951           |                    |                    | 17               |
| 20                          | 21 | Nyck de Vries    | AlphaTauri-Honda RBPT        | 1:48.180           |                    |                    | 18               |
| 107 % času vítěze: 1:48.617 |    |                  |                              |                    |                    |                    |                  |
| Zdroj:                      |    |                  |                              |                    |                    |                    |                  |

Poznámky
1. ↑  Lando Norris nemohl v třetí části rozstřelu zajet čas, jelikož neměl novou nejměkčí sadu pneumatik, jejíž použití bylo v této části povinné.
2. ↑  Esteban Ocon se kvalifikoval na 13. místě, ale muset odstartovat z boxové uličky kvůli úpravě zavěšení.
3. ↑  Logan Sargeant se kvalifikoval na 15. místě, ale do sprintu nenastoupil, jelikož tým po havárie v rozstřelu rozhodl o odstoupení ze sprintu z důvodu poškození monopostu.

## Sprint
Sprint se uskutečnil 29. dubna 2023 v 17:30 místního času (UTC+4).
| Poř.                                                                               | No. | Jezdec           | Konstruktér                  | Počet kol | Čas/Odstoupení  | Start | Body |
| ---------------------------------------------------------------------------------- | --- | ---------------- | ---------------------------- | --------- | --------------- | ----- | ---- |
| 1                                                                                  | 11  | Sergio Pérez     | Red Bull Racing-Honda RBPT   | 17        | 33:17.667       | 2     | 8    |
| 2                                                                                  | 16  | Charles Leclerc  | Ferrari                      | 17        | +4.463          | 1     | 7    |
| 3                                                                                  | 1   | Max Verstappen   | Red Bull Racing-Honda RBPT   | 17        | +5.065          | 3     | 6    |
| 4                                                                                  | 63  | George Russell   | Mercedes                     | 17        | +8.532          | 4     | 5    |
| 5                                                                                  | 55  | Carlos Sainz Jr. | Ferrari                      | 17        | +10.388         | 5     | 4    |
| 6                                                                                  | 14  | Fernando Alonso  | Aston Martin Aramco-Mercedes | 17        | +11.613         | 8     | 3    |
| 7                                                                                  | 44  | Lewis Hamilton   | Mercedes                     | 17        | +16.503         | 6     | 2    |
| 8                                                                                  | 18  | Lance Stroll     | Aston Martin Aramco-Mercedes | 17        | +18.417         | 9     | 1    |
| 9                                                                                  | 23  | Alexander Albon  | Williams-Mercedes            | 17        | +21.757         | 7     |      |
| 10                                                                                 | 81  | Oscar Piastri    | McLaren-Mercedes             | 17        | +22.851         | 11    |      |
| 11                                                                                 | 20  | Kevin Magnussen  | Haas-Ferrari                 | 17        | +27.990         | 13    |      |
| 12                                                                                 | 24  | Čou Kuan-jü      | Alfa Romeo-Ferrari           | 17        | +34.602         | 14    |      |
| 13                                                                                 | 10  | Pierre Gasly     | Alpine-Renault               | 17        | +36.918         | 17    |      |
| 14                                                                                 | 21  | Nyck de Vries    | AlphaTauri-Honda RBPT        | 17        | +41.626         | 18    |      |
| 15                                                                                 | 27  | Nico Hülkenberg  | Haas-Ferrari                 | 17        | +48.587         | 12    |      |
| 16                                                                                 | 77  | Valtteri Bottas  | Alfa Romeo-Ferrari           | 17        | +49.917         | 15    |      |
| 17                                                                                 | 4   | Lando Norris     | McLaren-Mercedes             | 17        | +51.104         | 10    |      |
| 18                                                                                 | 31  | Esteban Ocon     | Alpine-Renault               | 17        | +1:00.621       | PL    |      |
| Ret                                                                                | 22  | Júki Cunoda      | AlphaTauri-Honda RBPT        | 2         | Následky nehody | 16    |      |
| DNS                                                                                | 2   | Logan Sargeant   | Williams-Mercedes            | 0         | Nehoda          | —     |      |
| Nejrychlejší kolo: Sergio Pérez (Red Bull Racing-Honda RBPT) – 1:43.616 (11. kolo) |     |                  |                              |           |                 |       |      |
| Zdroj:                                                                             |     |                  |                              |           |                 |       |      |

Poznámky
1. ↑  Logan Sargeant se kvalifikoval na 15. místě, ale do sprintu nenastoupil, jelikož tým po havárie v rozstřelu rozhodl o odstoupení ze sprintu z důvodu poškození monopostu.

## Závod
Závod se uskutečnil 30. dubna 2023 v 15:00 místního času (UTC+4).
| Poř.                                                               | No. | Jezdec           | Konstruktér                  | Počet kol | Čas/Odstoupení | Start | Body |
| ------------------------------------------------------------------ | --- | ---------------- | ---------------------------- | --------- | -------------- | ----- | ---- |
| 1                                                                  | 11  | Sergio Pérez     | Red Bull Racing-Honda RBPT   | 51        | 1:32:42.436    | 3     | 25   |
| 2                                                                  | 1   | Max Verstappen   | Red Bull Racing-Honda RBPT   | 51        | +2.137         | 2     | 18   |
| 3                                                                  | 16  | Charles Leclerc  | Ferrari                      | 51        | +21.217        | 1     | 15   |
| 4                                                                  | 14  | Fernando Alonso  | Aston Martin Aramco-Mercedes | 51        | +22.024        | 6     | 12   |
| 5                                                                  | 55  | Carlos Sainz Jr. | Ferrari                      | 51        | +45.491        | 4     | 10   |
| 6                                                                  | 44  | Lewis Hamilton   | Mercedes                     | 51        | +46.145        | 5     | 8    |
| 7                                                                  | 18  | Lance Stroll     | Aston Martin Aramco-Mercedes | 51        | +51.617        | 9     | 6    |
| 8                                                                  | 63  | George Russell   | Mercedes                     | 51        | +1:14.240      | 11    | 5    |
| 9                                                                  | 4   | Lando Norris     | McLaren-Mercedes             | 51        | +1:20.376      | 7     | 2    |
| 10                                                                 | 22  | Júki Cunoda      | AlphaTauri-Honda RBPT        | 51        | +1:23.862      | 8     | 1    |
| 11                                                                 | 81  | Oscar Piastri    | McLaren-Mercedes             | 51        | +1:26.501      | 10    |      |
| 12                                                                 | 23  | Alexander Albon  | Williams-Mercedes            | 51        | +1:28.623      | 12    |      |
| 13                                                                 | 20  | Kevin Magnussen  | Haas-Ferrari                 | 51        | +1:29.729      | 16    |      |
| 14                                                                 | 10  | Pierre Gasly     | Alpine-Renault               | 51        | +1:31.332      | 17    |      |
| 15                                                                 | 31  | Esteban Ocon     | Alpine-Renault               | 51        | +1:37.794      | PL    |      |
| 16                                                                 | 2   | Logan Sargeant   | Williams-Mercedes            | 51        | +1:40.943      | 14    |      |
| 17                                                                 | 27  | Nico Hülkenberg  | Haas-Ferrari                 | 50        | +1 kolo        | PL    |      |
| 18                                                                 | 77  | Valtteri Bottas  | Alfa Romeo-Ferrari           | 50        | +1 kolo        | 13    |      |
| Ret                                                                | 24  | Čou Kuan-jü      | Alfa Romeo-Ferrari           | 36        | Přehřátí       | 15    |      |
| Ret                                                                | 21  | Nyck de Vries    | AlphaTauri-Honda RBPT        | 9         | Nehoda         | 18    |      |
| Nejrychlejší kolo: George Russell (Mercedes) – 1:43.370 (51. kolo) |     |                  |                              |           |                |       |      |
| Zdroj:                                                             |     |                  |                              |           |                |       |      |

Poznámky
1. ↑  Včetně bodu za nejrychlejší kolo.

## Průběžné pořadí po závodě
|        | Pořadí | Jezdec           | Body |
| ------ | ------ | ---------------- | ---- |
|        | 1      | Max Verstappen   | 93   |
|        | 2      | Sergio Pérez     | 87   |
|        | 3      | Fernando Alonso  | 60   |
|        | 4      | Lewis Hamilton   | 48   |
|        | 5      | Carlos Sainz Jr. | 34   |
| Zdroj: |        |                  |      |

|        | Pořadí | Konstruktér                  | Body |
| ------ | ------ | ---------------------------- | ---- |
|        | 1      | Red Bull Racing-Honda RBPT   | 180  |
|        | 2      | Aston Martin Aramco-Mercedes | 87   |
|        | 3      | Mercedes                     | 76   |
|        | 4      | Ferrari                      | 62   |
|        | 5      | McLaren-Mercedes             | 14   |
| Zdroj: |        |                              |      |